# Ла-Кросс (тауншип, Миннесота)
Ла-Кросс (англ. La Crosse) — тауншип в округе Джексон, Миннесота, США. На 2000 год его население составило 180 человек.

## География
По данным Бюро переписи населения США площадь тауншипа составляет 90,5 км², из которых 90,3 км² занимает суша, а 0,2 км² — вода (0,20 %).

## Демография
По данным переписи населения 2000 года здесь находились 180 человек, 62 домохозяйства и 55 семей. Плотность населения —  2,0 чел./км². На территории тауншипа расположено 68 построек со средней плотностью 0,8 построек на один квадратный километр. Расовый состав населения: 99,44 % белых и 0,56 % афроамериканцев.
Из 62 домохозяйств в 37,1 % воспитывались дети до 18 лет, в 82,3 % проживали супружеские пары, в 6,5 % проживали незамужние женщины и в 9,7 % домохозяйств проживали несемейные люди. 6,5 % домохозяйств состояли из одного человека, при том ни в одном из них не проживали одинокие пожилые люди старше 65 лет. Средний размер домохозяйства — 2,90, а семьи — 3,02 человека.
27,2 % населения — младше 18 лет, 7,8 % — в возрасте от 18 до 24 лет, 17,8 % — от 25 до 44, 26,1 % — от 45 до 64, и 21,1 % — старше 65 лет. Средний возраст — 43 года. На каждые 100 женщин приходилось 116,9 мужчин. На каждые 100 женщин старше 18 приходилось 107,9 мужчин.
Средний годовой доход домохозяйства составлял 40 000 долларов, а средний годовой доход семьи —  39 375 долларов. Средний доход мужчин —  26 458  долларов, в то время как у женщин — 29 500. Доход на душу населения составил 15 851 доллар. За чертой бедности находились 8,1 % семей и 6,4 % всего населения тауншипа, из которых 8,7 % младше 18 лет.